# Coenotephria apotoma
Coenotephria apotoma är en fjärilsart som beskrevs av Turner 1907. Coenotephria apotoma ingår i släktet Coenotephria och familjen mätare. Inga underarter finns listade i Catalogue of Life.